# Целювна, Магдалена
Магдалена Целювна или Магда Целювна (пол. Magdalena Celówna, Magda Celówna; род. 3 апреля 1940, Межава, Свентокшиское воеводство) — польская актриса кино, театра и телевидения.

## Биография
Магдалена Целювна родилась в д. Межава Енджеювского повета Свентокшиского воеводства Польши. В кино дебютировала в 1958 году в фильме «Дождливый июль». В 1967 году окончила Киношколу в Лодзи. Актриса театров в Варшаве (с 1967 года) и в Ческом-Тешине в Чехословакии (в 1973—1975 годах). Выступает в спектаклях польского «театра телевидения» с 1968 года.

## Фильмография
- 1958 — Дождливый июль / Deszczowy lipiec
- 1958 — Галоши счастья / Kalosze szczęścia
- 1959 — Инспекция пана Анатоля / Inspekcja pana Anatola
- 1960 — Тысяча талеров / Tysiąc talarów
- 1960 — Стеклянная гора / Szklana góra
- 1962 — Гангстеры и филантропы / Gangsterzy i filantropi
- 1963 — Новогоднее приключение / Przygoda noworoczna
- 1966 — Бич Божий / Bicz Boży
- 1970 — Пейзаж с героем / Pejzaż z bohaterem
- 1971 — Не люблю понедельник / Nie lubię poniedziałku
- 1978 — Доложи, 07 / 07 zgłoś się (только в 9-й серии)
- 1981 — Большой пикник / Wielka majówka
- 1984 — Достоинство / Godność
- 1986 — Время надежды / Czas nadziei
- 1986 — Золотой поезд / Złoty pociąg
- 1987 — Верификация / Weryfikacja
- 1990 — Аморальная история / Historia niemoralna
- 2004 — Мой Никифор / Mój Nikifor